# Ваялункал, Куриан Матфей
Куриан Матфей Ваялункал (англ. Kurian Mathew Vayalunkal; род. 4 августа 1966, Вадаватур, Индия) — индийский прелат и ватиканский дипломат. Титулярный архиепископ Ратиарии с 3 мая 2016. Апостольский нунций в Папуа — Новой Гвинее с 3 мая 2016 по 1 января 2021. Апостольский нунций на Соломоновых Островах с 21 сентября 2016 по 1 января 2021. Апостольский нунций в Алжире с 1 января 2021 по 15 марта 2025. Апостольский нунций в Тунисе со 2 февраля 2021 по 15 марта 2025. Апостольский нунций в Чили с 15 марта 2025.

## Биография
Куриан Матфей Ваялункал родился 4 августа 1966 года в Вадаватуре, Коттаям, штат Керала, первым из четырёх мальчиков, родившихся у М. К. Матаи и Аннамма Матаи.
Начальное образование Куриан получил в малой семинарии Святого Станислава. Затем он занялся изучением философии и теологии в Папской семинарии Святого Иосифа в Алуве. В 1998 году он получил степень доктора канонического права в Папском университете Святого Креста в Риме. Он также изучил дипломатические отношения в Папской Церковной академии.
Он был возведен в сан священника 27 декабря 1991 года. В 1998 году Куриан поступил на дипломатическую службу Святого Престола и служил в Гвинее, Корее, Доминиканской Республике, Бангладеш, Венгрии и Египте. Он также был направлен на Гаити в 2010 году для наблюдения за гуманитарной деятельностью Ватикана после землетрясения.
3 мая 2016 года Папа Франциск назначил его апостольским нунцием в Папуа — Новой Гвинее и титулярным архиепископом Ратиарии.
Он получил епископское посвящение в кафедральном соборе Христа Царя Сиро-Малабарской католической архиепархии Коттаяма 25 июля 2016 года. 21 сентября 2016 году он был назначен апостольским нунцием на Соломоновых островах.
1 января 2021 года Папа Франциск назначил его апостольским нунцием в Алжире. 2 февраля того же года — в Тунисе.
15 марта 2025 года Папа Франциск назначил его апостольским нунцием в Чили.